# Operación Serenata de Amor
La Operación Serenata de Amor es un proyecto de inteligencia artificial diseñado para analizar el gasto público en Brasil. El proyecto ha sido financiado por una campaña recurrente desde el 7 de septiembre de 2016 y se produjo a raíz de los principales escándalos de malversación de fondos públicos en Brasil, como el escándalo Mensalão y lo que se reveló en las investigaciones de la Operación Lava Jato. El análisis comenzó con datos del Congreso Nacional y luego se amplió a otros tipos de presupuesto e instancias de gobierno, como el Senado Federal. El proyecto se construye a través de la colaboración en GitHub y utilizando un grupo público con más de 600 participantes en Telegram.

## Módulos
A lo largo del desarrollo del proyecto, se han introducido nuevos módulos además del repositorio principal:
- El repositorio principal, serenata-de-amor, sirve como punto de partida para el trabajo de investigación.
- Rosie es el robot programado para identificar gastos de fondos públicos con discrepancias, comenzando por CEAP (Cuota para el Ejercicio de la Actividad Parlamentaria); analiza cada una de las devoluciones solicitadas por los diputados y senadores, indicando las razones que la llevan a considerarlas sospechosas.
- De Rosie nació la denunciante, que tuitea bajo el nombre de @RosieDaSerenata, distribuyendo los resultados encontrados en las redes sociales.
- Jarbas ( repositorio de Github ) es una herramienta de visualización de datos que muestra una lista completa de reembolsos puestos a disposición por la Cámara de Diputados y extraídos por Rosie.
- Toolbox es un paquete instalable de Python que admite el desarrollo de Serenata de Amor y Rosie.

## Historia
La Operación Serenata de Amor es un proyecto de inteligencia artificial para el análisis del gasto público. Fue concebido en marzo de 2016 por el científico de datos Irio Musskopf, el sociólogo Eduardo Cuducos y el empresario Felipe Cabral. El proyecto fue financiado colectivamente en la plataforma Catarse, donde se alcanzó el 131% de la meta de recaudación pagando 3 meses de desarrollo del proyecto. Ana Schwendler, también científica de datos, Pedro Vilanova "Tonny", periodista de datos, Bruno Pazzim, ingeniero de software, Filipe Linhares, ingeniero frontend, Leandro Devegili, emprendedor y André Pinho dieron los primeros pasos para construir la plataforma, como recopilar y estructurar los primeros conjuntos de datos. Jessica Temporal, científica de datos y Yasodara Córdova "Yaso", investigadora, Tatiana Balachova "Russa", diseñadora de UX, se sumaron al proyecto luego de concretada la financiación.
Los diputados crearon una campaña de financiación recurrente, ampliando el análisis del gasto público al Senado Federal. Los donantes realizan pagos mensuales que van desde 5 BRL hasta 200 BRL para mantener las actividades del grupo. El valor mensual recaudado ronda los 10.000 BRL.

## Resultados
En enero de 2017, al concluir el período financiado por la campaña inicial, el grupo realizó una investigación sobre las actividades sospechosas detectadas por el sistema de análisis de datos. Se presentaron 629 denuncias ante la Defensoría del Pueblo de la Cámara de Diputados, cuestionando gastos de 216 diputados federales. Además, la página del proyecto en Facebook tiene más de 25.000 seguidores y los usuarios citan con frecuencia la operación como un referente en transparencia en el gobierno brasileño. Uno de los ejemplos de resultados obtenidos por la operación es el caso del Diputado que tuvo que devolver unos 700 BRL a la Cámara luego de que sus gastos fueran analizados por la plataforma.
La plataforma pudo analizar más de 3 millones de notas, levantando cerca de 8.000 casos sospechosos en el gasto público. La comunidad que apoya el trabajo del equipo se beneficia de repositorios de código abierto, con licencias abiertas para la colaboración. Tanto es así que los dos principales científicos de datos del proyecto lo presentaron en el CivicTechFest de Taipei, obteniendo varias menciones incluso en la prensa internacional. El líder técnico presentó el proyecto en Polonia durante la DevConf2017 en Cracovia. También se presentó en el Google News Lab en 2017. Fue presentado por Yaso, cuando era directora de la iniciativa, en el MIT Media Lab / Berkman Klein Center Initiative for Artificial Intelligence Ethics, y en el Artificial Intelligence and Inclusion Symposium, una iniciativa de la Red Global de Internet & Sociedad Centros (NoC). También fue presentado tanto por Irio como por Yaso en la Digital Harvard Kennedy School, durante un almuerzo seminario, donde se discutió la transparencia de la plataforma y las principales soluciones encontradas, para que el código y los datos estén siempre disponibles para verificar su funcionamiento. idoneidad. Esta infografía brinda información sobre los primeros resultados de la Operación Serenata de Amor, un proyecto que analiza datos abiertos sobre el gasto público para encontrar discrepancias.
El proyecto fue presentado por Yaso ante la Comisión de Auditoría y Control de la Cámara de Diputados en agosto de 2017 y despertó el interés de los funcionarios de la Cámara que trabajan con datos abiertos.
La operación ha sido fuente de inspiración para otros proyectos cívicos que pretenden trabajar con objetivos similares. En Internet se puede encontrar la participación de varios integrantes del equipo en eventos en todo Brasil y en el extranjero, como la presentación en OpenDataDay, realizada en Calango Hackerspace en el Distrito Federal, Campus Party Bahia, Campus Party Brasilia, Amigos del Mañana, XIII Encuentro Nacional de Control, en el evento USP Talks Hackfest contra la corrupción en João Pessoa, siendo este último también destacado en la Prensa Nacional.